# 李宗澤
李宗澤（1997年—），綽號「綠燈俠」，香港社運人士，前學民思潮常委，曾為《破折號》編輯。 

## 生平

### 早年
2012年，時年15歲的李宗澤加入學民思潮，並積極參與反國教活動，經常站在示威前線，但因多次被拘逐撤退時跑得比警察還快而被其他社運人士批評，更曾被鏗鏘集報道，故被網民戲稱為「綠燈俠」。 2013年11月24日，特首梁振英發表施政報告前夕，曾到沙田官立中學出席地區諮詢會，李宗澤與其他學民思潮成員曾到場示威抗議。 

### 雨傘革命期間
2014年雨傘革命期間，李宗澤活躍於抗爭前線，於2014年9月26日重奪「公民廣場」行動時一度被警方制服並鎖上手銬，但沒有被捕。同年11月7日，李本打算經羅湖過關探親，但無法出境並被遣返香港。2014年11月18日，李於其學校余振強紀念中學早會期間在校內掛上「我要真普選」直幡。

### 雨革後
2015年初，參與了反水貨客的一連串光復行動。同年4月16日中午，李宗澤在家中準備翌日文憑試之際，突然被警方上門拘捕，涉嫌在2013年11月24日於沙田文禮路干犯非法集結罪，並於同日下午8時獲釋。李後來於訪問中指，雖然警方稱時次拘捕與他去年參與的雨傘革命無關，但他認為可能純粹是警方未能搜集足夠證據將其起訴，才改用以往的示威活動作為秋後算帳的藉口。2016年1月7日，李與另一名學民成員林朗彦非法集結罪成，被判社服令80小時。 
2016年3月20日，學民思潮宣佈解散，李宗澤與其他常委成員接受了《立場新聞》一連七集的《學民退潮》系列專訪，李認為「『左』嗰邊自己有自己圍爐，本土派自己又一個爐。學民就夾喺兩個爐之間，兩邊都唔摻我哋玩。」（左翼和本土派各自為政，但學民處於兩派之間，而兩派均不歡迎學民），故此他寧願光榮解散。同年立法會選舉後，李宗澤擔任游蕙禎的議員助理，一直到11月游被取消議員資格為止。而由於他的前僱主游蕙禎曾衝擊立法會會議室，他與另外12人被立法會行政管理委員會永久禁止踏足立法會大樓內並列入黑名單。 
2018年，李宗澤攻讀香港城市大學公共行政管理副學士課程，在學期間曾於立法會議員郭家麒的地區辦事處實習。

### 反修例運動時期
2020年8月10日，李宗澤被警方以勾結外國或者境外勢力危害國家安全罪名拘捕，一同被捕的有前學民思潮發言人周庭和香港故事創辦人李宇軒。據TVB引述獨家消息指二人與我要攬炒團隊有關，而我要攬炒團隊發聲明指李宗澤曾於2019年11月以個人名義支援旗下的「國際監選團」。李宗澤隨後獲釋，暫未被起訴，但需定期回警署報到。